# Burlingame (Kalifornien)
Burlingame ist eine Stadt im San Mateo County im US-Bundesstaat Kalifornien mit 31.386 Einwohnern (Stand: 2020).
Die Stadt ist nach dem US-Diplomaten Anson Burlingame benannt und wird oft als Stadt der Bäume (engl. City of Trees) bezeichnet aufgrund der hohen Anzahl an Bäumen innerhalb der Stadt. Burlingame ist bekannt für eine hohe Lebensqualität mit einer begehbaren Innenstadt und einem ausgezeichneten öffentlichen Schulsystem.

## Geographie
Burlingame liegt rund 20 km südlich von San Francisco. Das Stadtgebiet hat eine Größe von 15,6 km², davon sind 11,2 km² Land und 4,4 km² Wasser. Die Nachbarstädte von Burlingame sind San Mateo im Südosten, Hillsborough im Süden und Millbrae im Nordwesten.

### Klima
Es gibt in der Region um Burlingame warme und trockene Sommer, wobei die monatliche Durchschnittstemperatur nicht über 22 °C steigt. In Burlingame herrscht ein warmes, sommertrockenes Klima (Mittelmeerklima).

## Geschichte
Burlingame befindet sich auf einer Landfläche, die sich zuvor im Besitz des in San Francisco ansässigen Kaufmanns William Davis Merry Howard befand. Howard hat auf seinem Landbesitz viele Eukalyptus-Bäume gepflanzt und sich dort zur Ruhe gesetzt. Howard starb im Jahre 1856, daher wurde das Land an den Geschäftsmann William Chapman Ralston verkauft. 1868 hat Ralston das Land nach seinem Bekannten Anson Burlingame benannt, welcher bis ein Jahr zuvor US-Botschafter in China war. Nach dem Erdbeben von San Francisco im Jahre 1906 wurden Hunderte Landflächen an Leute verkauft, welche auf der Suche waren und neue Häuser errichten wollten. Die Stadt wurde folglich im Jahre 1908 gegründet.
Stadt der Bäume
Burlingame ist bekannt als Stadt der Bäume (engl. City of Trees) aufgrund der Anzahl der Bäume innerhalb der Stadt (rund 18.000 öffentliche Bäume). Im Jahre 1908 hat der Stiftungsrat von Burlingame eine Anordnung erlassen, die es «verbietet, Bäume abzusägen, zu verletzen oder zu zerstören».

## Wirtschaft und Infrastruktur

### Wirtschaft
In den 1960ern haben verschiedene Fluggesellschaften und -services in Burlingame ihre Geschäftsstellen aufgrund der Nähe zum San Francisco International Airport eröffnet.
Burlingame ist heute u. a. Sitz der Fluggesellschaft Virgin America sowie Standort von LSG Sky Chefs und China Airlines.
Mehrere Technologie-Unternehmen haben in Burlingame ihre Geschäftsräume eingerichtet. Grund dafür ist die Lage zwischen dem boomenden Technologie-Zentrum Silicon Valley im Süden und San Francisco im Norden.

### Verkehr
Burlingame hat Anbindung an vier Highways, den Highway 101, welcher an der Bucht von San Jose nach San Francisco verläuft, die dazu parallel verlaufende California State Route 82, auch bekannt als Teil des El Camino Real, und die California State Route 35, welche sich mit der Interstate 280  zusammenschließt.
Der Caltrain bedient die Stadt durch eine eigene Station täglich mit mehreren Verbindungen in nördlicher (San Francisco) sowie südlicher Richtung (San José). Die Strecke des Bay Area Rapid Transit (BART) verläuft durch Burlingame, bedient die Stadt aber nicht. Die nächstgelegene Station, zudem Endstation der BART-Strecke, befindet sich in Millbrae.

### Bildung
Es befinden sich in Burlingame 19 Vorschulen, dazu eine High School, eine Middle School und sechs Grundschulen, welche sich in öffentlicher Hand befinden. In privater Hand befinden sich drei Schulen, die Mercy High School ist dabei die einzige katholische reine Mädchen-High School.
Des Weiteren existiert die Burlingame-Bibliothek, welche 1909 errichtet wurde und Preise für ihre Architektur gewonnen hat.

## Söhne und Töchter der Stadt
- Ben Eastman (1911–2002), Sprinter und Mittelstreckenläufer
- Earl Wilbur Sutherland (1915–1974), Physiologe
- Diana Gee (* 1968), Tischtennisspielerin
- Catriona Fallon (* 1970), Ruderin
- Hannah Hart (* 1986), Webvideoproduzentin